# Lonesome Tears in My Eyes
Lonesome Tears in My Eyes è un pezzo di Johnny Burnette & His Rock 'n' Roll Trio, scritto dal primo, da suo fratello Dorsey, da Paul Burlison e da Al Mortimer.

## Le covers del pezzo

### I Beatles
Lonesome Tears in My Eyes venne inciso il 10 luglio 1963 all'Aeoloan Hall di Londra, per la sesta edizione del programma della BBC Pop Go the Beatles, trasmesso tredici giorni dopo. Questa cover, prodotta da Terry Henebery, è stata inclusa sul disco Live at the BBC del 1994. John Lennon introdusse così il pezzo:
(John Lennon, 1822! (Live at the BBC, 1994))
La traccia parlata 1822! compare anch'essa su Live at the BBC. Per il brano The Ballad of John and Yoko del 1969, registrato dai soli Lennon e McCartney, i due si ispirarono sia per la linea di basso che per il riff di chitarra a Lonesome Tears in My Eyes.

#### Formazione
- John Lennon: voce, chitarra ritmica
- George Harrison: chitarra solista
- Paul McCartney: basso elettrico
- Ringo Starr: batteria[1]

### Altre versioni
- Paul Burlison - 23 settembre 1997
- Alan Mills & Darrel Higham - 1999
- Rocky Burnette - 2001
- The Go Go Getters - 2003
- Slickville - 2011[3]